# 日本データベース学会
日本データベース学会（にほんデータベースがっかい、英称: The Database Society of Japan、略称: DBSJ）は、データベース分野を取り扱っている日本の学会。2002年5月21日設立。2012年度の会長は西尾章治郎。

## 概要
日本のデータベース研究に関係した学会としては、電子情報通信学会データ工学研究専門委員会（DE研）、情報処理学会データベースシステム研究会（DBS研）とACM SIGMOD日本支部(SIGMOD-J)
が以前から存在していた。日本データベース学会はこれらの3学会をメタレベルで統合している。また、産学連携にも注力している。
なお、電子情報通信学会データ工学研究専門委員会または情報処理学会データベースシステム研究会の登録会員は会費が免除される。
また、ACM SIGMOD日本支部の会員も会費が免除されているが、Webページの利用が一部制限されている。
2005年度からACM SIGMOD日本支部との一体運営を開始した。

### 歴代会長
1. 上林弥彦（2002年度）
2. 増永良文（2003年度 - 2011年度[2]）
3. 西尾章治郎（2012年度 - 2013年度）
4. 北川博之（2014年度 - 2015年度）
5. 清木康（2016年度 - 2017年度）
6. 喜連川優（2018年度 -2021年度）
7. 横田治夫（2022年度 - ）

## 刊行物
- 日本データベース学会和文論文誌（オンラインでの発行のみ）
- 日本データベース学会英文論文誌（オンラインでの発行のみ）
- 日本データベース学会データ・ドリブンスタディーズ（オンラインでの発行のみ）